# Kovačevac (żupania brodzko-posawska)
Kovačevac – wieś w Chorwacji, w żupanii brodzko-posawskiej, w mieście Nova Gradiška. W 2011 roku liczyła 669 mieszkańców.